# Amazon Robotics
Amazon Robotics, LLC（アマゾンロボティクス）は、アメリカ合衆国マサチューセッツ州を拠点とするAmazonの子企業で、Amazonの物流センターや倉庫で使用される自動化システムとロボットの開発・製造を行っている。以前はKiva Systems, LLC（キバシステムズ）という社名だったが、2012年3月にAmazonに買収されたことで、2015年8月にAmazon Roboticsへ社名が変更された。

## 概要
従来は人が倉庫内を移動して商品を集めていたが、Amazon Roboticsでは高さ2.5mほどのポッドと称される棚とそれを運ぶドライブから構成される可動式の商品保管棚で移動するのは棚であり、労働者は移動しないことにより、労働負荷を軽減することが可能となる。
日本国内では川崎FCに最初に導入された。ドライブは最大340kgのポッドを持ち上げ、秒速1.7mで倉庫内を移動する。ドライブが動き回るエリアは黒いフェンスで囲まれていて立ち入り禁止になっていてフェンスの横に商品を出し入れするための作業区域が設置されている。不定形の商品を判別して取り出したり、入れたりする作業はまだ自動認識の技術が不完全かつ、人間による作業の効率が優れているのでまだ機械化されておらず、現時点で機械と人間を適材適所に配置する。費用対効果に優れていて生産性が向上するのであれば、順次拡大される予定。

## 歴史

### Amazonによる買収

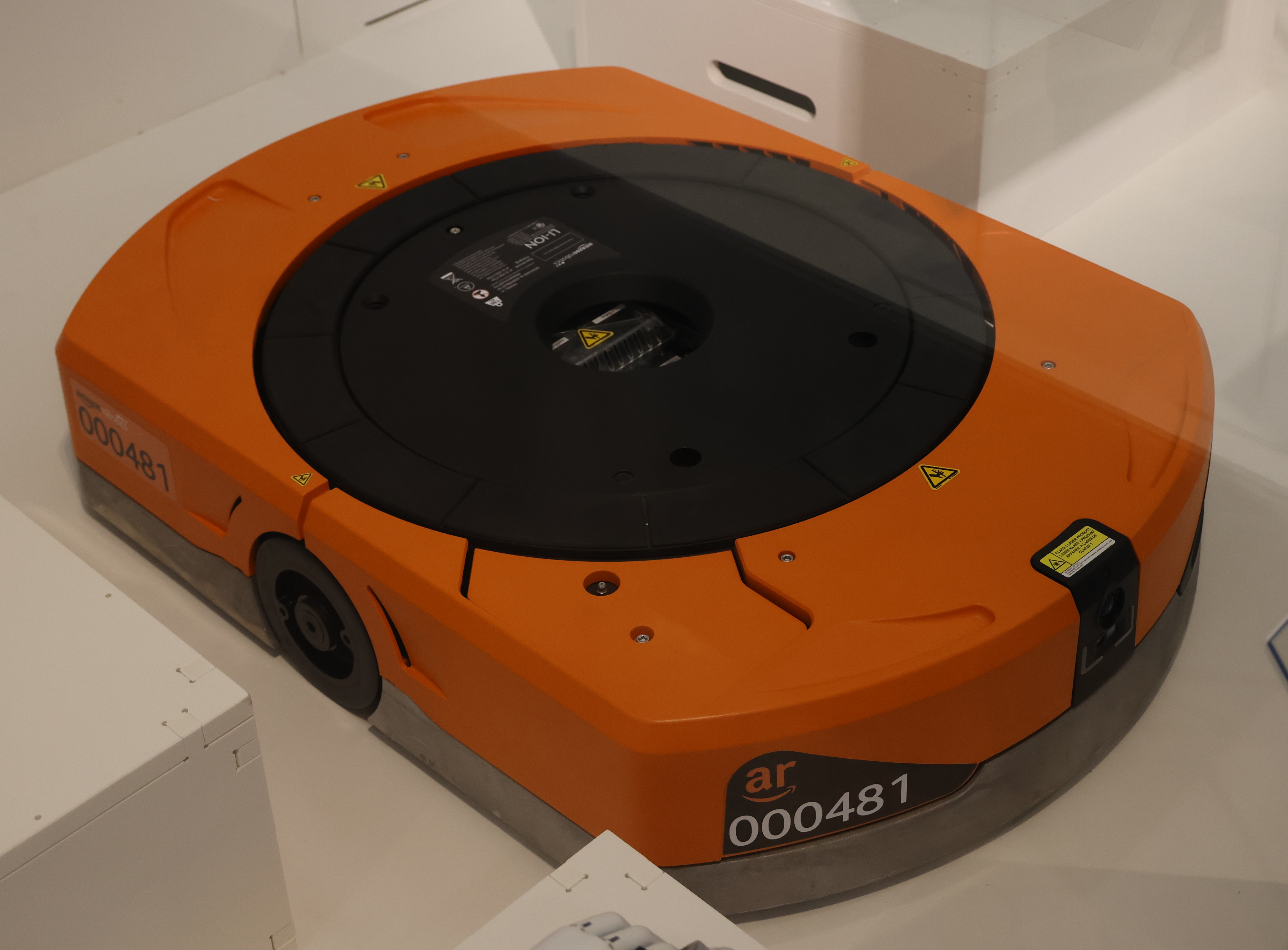
Amazonの倉庫ロボット（ドライブ）

2012年3月、AmazonはKiva Systemsを7億7500万米ドルで買収した。当時、これはAmazonにとって史上2番目に大きな買収だった。
2015年8月、同社は正式にKiva Systems, LLCからAmazon Robotics, LLCに社名を変更した。

### 買収後
2022年7月、Amazonは史上初の自律移動ロボット（AMR）のProteus（プロテウス）を発表した。
2023年10月、Amazonは在庫をコンテナ化したロボットシステムのSequoia（セコイア）と、二足歩行ロボットのDigit（ディジット）のテストを自社倉庫で開始すると発表した。
2025年7月3日、アマゾンのロボット数が100万台に達したと発表。